# Battaglia di Martinica (1780)
La battaglia di Martinica venne combattuta il 17 aprile 1780 nelle acque davanti all'isola caraibica di Martinica tra una flotta francese al comando dell'ammiraglio Luc Urbain du Bouëxic de Guichen e una britannica guidata dall'ammiraglio George Brydges Rodney, durante i più vasti eventi della guerra anglo-francese.
La flotta britannica sorprese le navi francesi mentre lottavano contro i venti contrari al largo della Martinica, ma la manovra di Rodney tesa a tagliare fuori e distruggere la retroguardia nemica fu mal eseguita a seguito di incomprensioni con i suoi subordinati e la battaglia si risolse in un confuso scontro dall'esito incerto e non decisivo.

## Antefatti
Dopo l'entrata nel 1778 della Francia nella guerra d'indipendenza americana a fianco dei ribelli delle Tredici colonie in lotta contro il dominio della Gran Bretagna, le operazioni belliche nella regione delle Indie occidentali avevano avuto un andamento altalenante: le forze francesi, sostenute dalla flotta dell'ammiraglio Charles Henri d'Estaing, avevano vittoriosamente conquistato le colonie britanniche di Dominica, Saint Vincent e Grenada, ma non erano riuscite a impedire che lo squadrone della Royal Navy agli ordini dell'ammiraglio John Byron conquistate l'importante colonia francese di Saint Lucia; d'Estaing riuscì a infliggere una sconfitta a Byron nella battaglia di Grenada il 6 luglio 1779, ma non riuscì a sfruttare il successo e alla fine la situazione rimase in stallo, con entrambi i comandanti rivali richiamati in patria dai rispettivi governi.
All'inizio del 1780 entrambi i contendenti inviarono nuove forze nelle Indie occidentali: in gennaio l'ammiraglio Luc Urbain du Bouëxic de Guichen fu inviato dalla Francia alla base della Martinica con un grosso squadrone navale, mentre all'opposto l'ammiraglio britannico George Brydges Rodney assunse il comando delle forze navali dislocate a Saint Lucia in marzo. Il 13 aprile 1780 de Guichen salpò dalla Martinica al comando di una forza di 23 vascelli e 3 000 soldati: il suo obiettivo era quello di attirare fuori dalle sue basi le navi di Rodney per poi ritirarsi, aggirarle e compiere un attacco a Santa Lucia o all'importante colonia britannica di Barbados. Rondney salpò a sua volta con una forza di 20 vascelli non appena fu raggiunto dalla notizia della partenza dei francesi, e il 16 aprile i suoi ricognitori individuarono la flotta di de Guichen sul lato sottovento della Martinica mentre lottava contro i venti contrari; Rodney si avvicinò per affrontare il nemico, ma non fu in grado di serrarre le distanze per ingaggiare i francesi quel giorno e dovette limitarsi a mantenere il contatto con le navi di de Guichen per tutta la notte.

## La battaglia

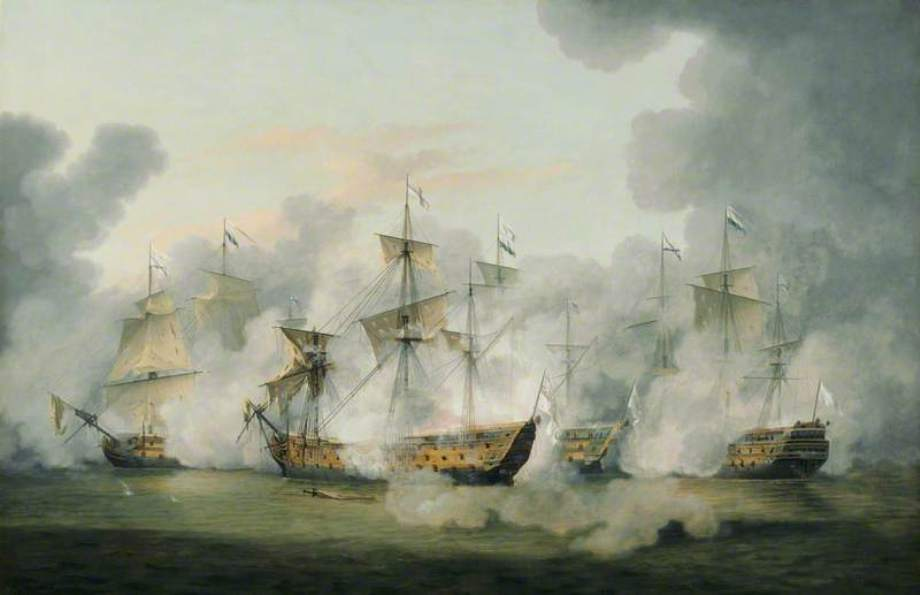
Veduta della battaglia in un quadro di Thomas Luny del 1786

La mattina del 17 aprile 1780 vide entrambe le flotte manovrare per cercare il vantaggio della migliore posizione rispetto ai venti dominanti. Alle 08:45 Rodney aveva guadagnato una posizione sopravvento rispetto a de Guichen, mantenendo una formazione relativamente compatta; per sfuggire al pericolo che la sua retroguardia fosse tagliata fuori, l'ammiraglio francese ordinò alla sua linea di battaglia di strambare e fare vela verso nord, allungando però nel processo le file della sua formazione. Ciò costrinse Rodney a intraprendere un'altra serie di manovre per riconquistare la posizione sopravvento, cosa che avvenne nella tarda mattinata; a questo punto, l'ammiraglio britannico puntò a ingaggiare il centro e la retroguardia dell'allungata linea di battaglia francese, concentrando la sua potenza di fuoco su queste due sezioni per massimizzare i danni prima che l'avanguardia di de Guichen potesse intervenire nello scontro. Rodney emise un segnale per ordinare alle sue unità di ingaggiare la corrispettiva unità nella linea di fila nemica secondo la posizione assunta delle due flotte contrapposte; quest'ordine doveva accordarsi, nelle intenzioni di Rodney, con le precedenti disposizioni emesse nel corso della giornata secondo cui la retroguardia francese doveva essere l'obiettivo dell'attacco.
Sfortunatamente per i britannici, il capitano Robert Carkett, comandante del vascello HMS Stirling Castle che apriva la linea di battaglia della flotta di Rodney, fraintese l'ordine dell'ammiraglio oppure dimenticò le precedenti disposizioni e mosse in avanti per ingaggiare il suo corrispettivo nella formazione francese, ovvero l'avanguardia di de Guichen; il resto della linea britannica seguì la manovra della Stirling Castle, e di conseguenza le due flotte si disposero per un combattimento nave contro nave lungo tutta la formazione. Grazie al modo ordinato con cui i subordinati di de Guichen affrontarono la crisi, e in particolare la rapida chiusura della linea di battaglia da parte del terzo ufficiale in comando, l'ammiraglio François Joseph Paul de Grasse, i francesi riuscirono a districarsi da una situazione difficile e invece di andare incontro a una sicura sconfitta ottennero una battaglia dall'esito incerto e non decisivo, anche se dovettero rinunciare ai loro obiettivi e rientrare alla Martinica.
Durante la battaglia, tanto la nave ammiraglia di Rodney (il vascello HMS Sandwich) che quella di de Guichen (il vascello La Couronne) rimasero temporaneamente tagliati fuori dalle rispettive flotte e dovettero sopportare da sole tutto il peso dello scontro.

## Conseguenze
Rodney capì perfettamente che il fallimento nell'attaccare correttamente la retroguardia nemica gli era costata l'opportunità di ottenere una vittoria significativa ai danni dei francesi, e attribuì la colpa di ciò all'incapacità di Carkett e degli altri ufficiali di eseguire correttamente i suoi ordini; altri tuttavia attribuiscono la colpa dell'insuccesso allo stesso Rodney, stante la sua incapacità di informare per tempo i suoi subordinati della tattica adottata nello scontro. David Nannay, autore di una biografia di de Guichen, dichiarò che l'ammiraglio francese si era dimostrato molto abile nella gestione della sua flotta nel corso di tutta la campagna, e anche se non ottenne alcun notevole successo nondimeno impedì ai britannici di arrecare danno alle colonie francesi nei Caraibi.
A causa dell'incipiente stagione degli uragani, dopo lo scontro della Martinica entrambe le flotte evitarono altre ulteriori operazioni su vasta scala; de Guichen, con molte delle sue navi danneggiate, salpò alla volta della Francia in agosto mentre nello stesso periodo Rodney portava le sue unità a rifugiarsi nel porto di New York.